# オデオン広場

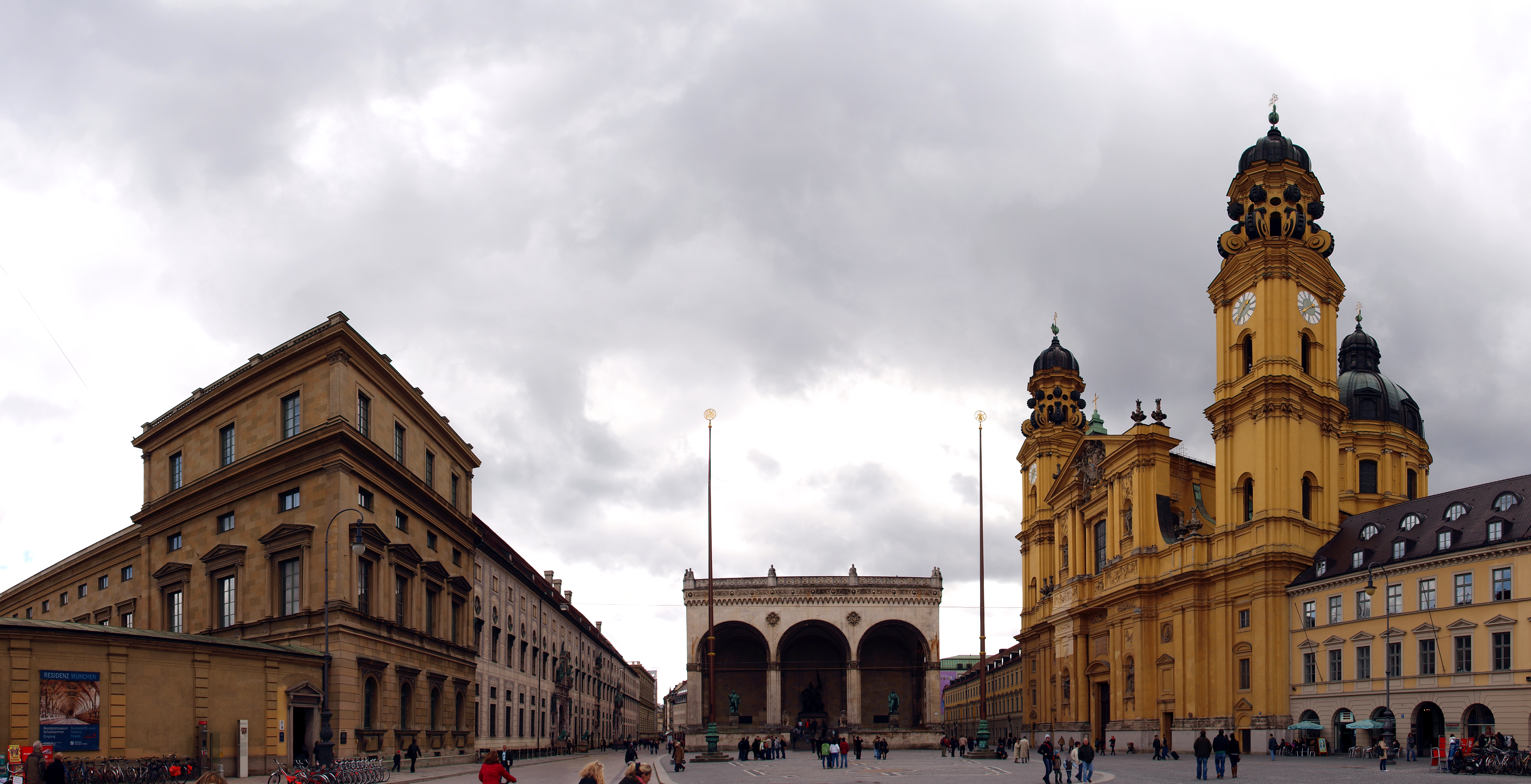
オデオン広場から南を望む。中央はフェルトヘルンハレ、右はテアティーナー教会、左はレジデンツ。

オデオン広場（オデオンひろば、ドイツ語: Odeonsplatz）は、ミュンヘン市中心部にある広場。
旧市街北部のルートヴィヒ通り（de:Ludwigstraße）南端にある。東はミュンヘン・レジデンツ（旧バイエルン王宮、de:Münchner Residenz）、西は旧オデオン劇場（現在はバイエルン州内務省庁舎）とテアティーナー教会（de:Theatinerkirche (München)）、南はフェルトヘルンハレに面している。
19世紀初め、ルートヴィヒ1世の命により、ルートヴィヒ通りや周辺のいくつかの建物とともにレオ・フォン・クレンツェの設計により造られた。名前は古くからあったオデオン劇場にちなむ。南側にはその後19世紀半ばにフェルトヘルンハレが造られた（クレンツェのライバルであるフリードリヒ・フォン・ゲルトナーによる）。

## 交通
近くにミュンヘン地下鉄（U3、U4、U5、U6）のオデオン広場駅がある。
座標: 北緯48度08分32秒 東経11度34分39秒 / 北緯48.1422度 東経11.5775度